# Мърцишор
Мърцишор (на румънски: Mărţişor, в превод малък март) е подобен на oбичая на българската мартеница. Едно малко украшение, направено от сплетени бели и червени конци, характерно за традицията в Румъния и Молдова. Жените и момичетата носят мърцишори през месец март, ознаменувайки пристигането на пролетта.
Заедно с мърцишора се появяват и първите цветя на пролетта, най-вече кокичето.

## Легенди за мърцишора

### Юнакът и Слънцето
Според една легенда Слънцето слязло на земята, преобразено като красива девойка. Един змей го отвлякъл и го затворил в двореца си. Тогава птичките спрели да пеят, децата спрели веселите си игри и над целия свят надвиснала тъга. Един млад момък се решил да освободи Слънцето. Цяла година скитал, за да намери двореца на змея, а когато стигнал, го предизвикал на бой. Те се борили дълго, но накрая момъкът победил змея и освободил Слънцето. То се възкачило на небето и осветило целия свят. Настъпила пролетта, природата оживяла, радостта се върнала, но юнакът не успял да доживее пролетта. Кръвта му изтекла в снега и той умрял от раните си. Там, където текла кръвта му, поникнали кокичета - предвестниците на пролетта. За да си спомят освободителя на света от мрака, хората сплитат бял и червен конец. Червеният цвят символизира любов, красота и кръвта на юнака, а белият - кокичето, първото пролетно цвете.

### Пролетта и Зимата
Според друга легенда, в първия ден на март хубавата Пролет, разхождайки се на една поляна, видяла кокиче, което пониква в туфа трънка. Тя решила да му помогне и започнала да разчиства земята, освобождавайки го от пречещите му клони. Като видяла това, Зимата се разлютила. Размахнала ръце и призовала студени ветрове и снегове, които да унищожат цветето. То повяхнало от тях. Пролетта се опитала да предпази кокичето, но се убола на трънката. Кръвта ѝ попаднала върху цветето и го съживила. Така Пролетта победила Зимата. Цветовете на мърцишора символизират кръвта върху белия сняг.

## История
Загадка е точният произход на мърцишора, но често се свързва с Римската империя, когато новата година се е празнувала на 1 март, месеца на бог Марс. Той е най-известен като бог на войната, но също така покровителства земеделието и възраждането на природата. Тази негова двойственост е отразена в мърцишора, като белият цвят може да се възприеме като символ на мира, а червеният – на войната.
За първи път мърциошрът е споменат от Йордаке Голеску. Фолклористът Симон Флоря Мариан споменава, че в Молдова и Буковина мърцишорът представлява златна или сребърна монета с червено-бяла каишка, носена от децата около врата. Девойките носят на шията си мърцишора през първите 12 дни, а след това го вплитат в косата си, докато видят щъркел или разцъфнало дърво. Тогава нишката се завързва на дърво, а с монетата се купува каш (вид овче сирене)